# 2014년 포뮬러 원 시즌

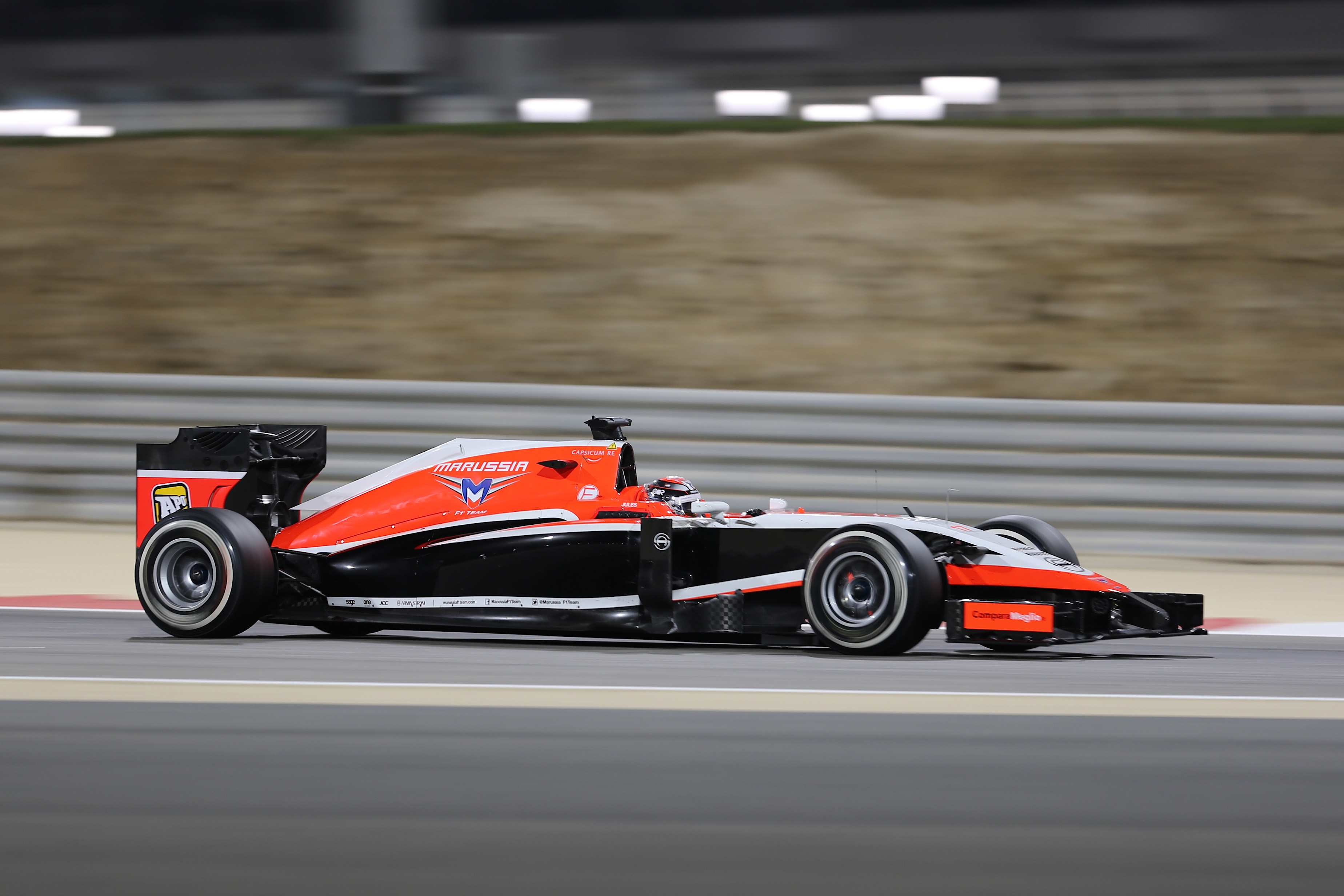

2014년 포뮬러 원 시즌은 65번째 FIA 포뮬러 원 시즌이다. 11개의 팀에서 22명의 드라이버가 경기에 참가하며, 작년과 같은 19회의 그랑프리로 치러졌다. 올시즌에는 한국, 인도 그랑프리가 제외되고, 새로 오스트리아, 러시아 그랑프리가 추가되었다. 3월 16일 오스트레일리아 그랑프리로 시작되는 시즌은 11월 23일 아부다비 그랑프리로 끝날 예정이다. 올시즌에는 터보 차저가 포함된 1.6리터 V6엔진이 사용되었다.

## 참가팀과 드라이버
| 팀 이름                         | 컨스트럭터             | 엔진       | 타이어 | 드라이버            | 연습 주행 드라이버 |
| ------------------------------- | ---------------------- | ---------- | ------ | ------------------- | ------------------ |
| 인피니티 레드불 레이싱          | 레드불-르노            | 르노       | P      | 세바스티안 베텔     | 빈칸               |
| 인피니티 레드불 레이싱          | 레드불-르노            | 르노       | P      | 다니엘 리카도       | 빈칸               |
| 스쿠데리아 페라리               | 페라리                 | 페라리     | P      | 페르난도 알론소     | 빈칸               |
| 스쿠데리아 페라리               | 페라리                 | 페라리     | P      | 키미 라이코넨       | 빈칸               |
| 맥라렌 메르세데스               | 맥라렌-메르세데스      | 메르세데스 | P      | 젠슨 버튼           | 빈칸               |
| 맥라렌 메르세데스               | 맥라렌-메르세데스      | 메르세데스 | P      | 케빈 마그누센       | 빈칸               |
| 로터스 F1 팀                    | 로터스-르노            | 르노       | P      | 로맹 그로쟝         | 빈칸               |
| 로터스 F1 팀                    | 로터스-르노            | 르노       | P      | 파스토 말도나도     | 빈칸               |
| 메르세데스 AMG 페트로나스 F1 팀 | 메르세데스             | 메르세데스 | P      | 니코 로스버그       | 빈칸               |
| 메르세데스 AMG 페트로나스 F1 팀 | 메르세데스             | 메르세데스 | P      | 루이스 해밀턴       | 빈칸               |
| 자우버 F1 팀                    | 자우버-페라리          | 페라리     | P      | 아드리안 수틸       | 빈칸               |
| 자우버 F1 팀                    | 자우버-페라리          | 페라리     | P      | 에스테반 구티에레즈 | 빈칸               |
| 사하라 포스 인디아 F1 팀        | 포스 인디아-메르세데스 | 메르세데스 | P      | 니코 휠켄베르크     | 빈칸               |
| 사하라 포스 인디아 F1 팀        | 포스 인디아-메르세데스 | 메르세데스 | P      | 세르지오 페레즈     | 빈칸               |
| 윌리엄스 F1 팀                  | 윌리엄스-메르세데스    | 메르세데스 | P      | 펠리페 마싸         | 빈칸               |
| 윌리엄스 F1 팀                  | 윌리엄스-메르세데스    | 메르세데스 | P      | 발테리 보타스       | 빈칸               |
| 스쿠데리아 토로 로소            | 토로 로소-르노         | 르노       | P      | 장 에릭 베뉴        | 빈칸               |
| 스쿠데리아 토로 로소            | 토로 로소-르노         | 르노       | P      | 다니 비얏           | 빈칸               |
| 케이터햄 F1 팀                  | 케이터햄-르노          | 르노       | P      | 카무이 코바야시     | 빈칸               |
| 케이터햄 F1 팀                  | 케이터햄-르노          | 르노       | P      | 마르쿠스 에릭센     | 빈칸               |
| 마루시아 F1 팀                  | 마루시아-페라리        | 페라리     | P      | 줄스 비앙키         | 빈칸               |
| 마루시아 F1 팀                  | 마루시아-페라리        | 페라리     | P      | 막스 칠튼           | 빈칸               |

## 일정
| 라운드 | 경기 이름                       | 그랑프리          | 서킷                                             | 날짜      |
| ------ | ------------------------------- | ----------------- | ------------------------------------------------ | --------- |
| 1      | 롤렉스 오스트레일리아 그랑프리  | 오스트레일리아 GP | 알버트 파크, 멜버른                              | 3월 16일  |
| 2      | 페트로나스 말레이시아 그랑프리  | 말레이시아 GP     | 스팡 인터내셔널 서킷, 스팡                       | 3월 30일  |
| 3      | 걸프 에어 바레인 그랑프리       | 바레인 GP         | 바레인 인터내셔널 서킷, 사힐                     | 4월 6일   |
| 4      | UBS 중국 그랑프리               | 중국 GP           | 상하이 인터내셔널 서킷, 상하이                   | 4월 20일  |
| 5      | 스페인 그랑프리                 | 스페인 GP         | 카탈루냐 서킷, 바르셀로나                        | 5월 11일  |
| 6      | 모나코 그랑프리                 | 모나코 GP         | 모나코 서킷, 몬테카를로                          | 5월 25일  |
| 7      | 캐나다 그랑프리                 | 캐나다 GP         | 질 빌너브 서킷, 몬트리올                         | 6월 8일   |
| 8      | 오스트리아 그랑프리             | 오스트리아 GP     | 레드불링, 스피엘베르크                           | 6월 22일  |
| 9      | 영국 그랑프리                   | 영국 GP           | 실버스톤 서킷, 실버스톤                          | 7월 6일   |
| 10     | 독일 그랑프리                   | 독일 GP           | 호켄하임링, 호켄하임                             | 7월 20일  |
| 11     | 헝가리 그랑프리                 | 헝가리 GP         | 헝가로링, 부다페스트                             | 7월 27일  |
| 12     | 셸 벨기에 그랑프리              | 벨기에 GP         | 스파-프량코샹 서킷, 스파                         | 8월 24일  |
| 13     | 이탈리아 그랑프리               | 이탈리아 GP       | 몬차 자동차 경주장, 몬차                         | 9월 7일   |
| 14     | 싱가포르 그랑프리               | 싱가포르 GP       | 마리나 베이 스트리트 서킷, 마리나 베이, 싱가포르 | 9월 21일  |
| 15     | 일본 그랑프리                   | 일본 GP           | 스즈카 서킷, 스즈카                              | 10월 5일  |
| 16     | 러시아 그랑프리                 | 러시아 GP         | 소치 인터내셔널 스트리트 서킷, 소치              | 10월 12일 |
| 17     | 미국 그랑프리                   | 미국 GP           | 서킷 오브 아메리카, 오스틴                       | 11월 2일  |
| 18     | 브라질 그랑프리                 | 브라질 GP         | 호세 카를로스 파시 자동차 경주장, 상파울루       | 11월 9일  |
| 19     | 에티하드 항공 아부다비 그랑프리 | 아부다비 GP       | 야스 마리나 서킷, 아부다비                       | 11월 23일 |